# Hazetomika
Hazetomika- Oláh Tamás- született 2007. Dunaújváros. A karrierjet SoundCoudon kedzte a ,,Gitano” című trackel 2024.-ben. Az első albuma spotify-n 2024. augusztusában jelent meg.  Az ifjú, feltörekvő rapper maga producere, dalszöveg írója. A zenéit a mély, ütős beat és szokásos, penzről, drogokról, ,,oppokról” szóló szöveg jellemzi. 
Zenei karrier és elérhető tartalmak
Identitás és stílus
	•	Valódi neve: Oláh Tamás – fiatal rapper és producer Dunaújvárosból. zenei műfajai közé tartozik a hip-hop, trap, drill, elektronikus rap
	•	Első feltűnése a zenei színtéren a SoundCloudon volt a „Gitano” című számmal, amely ütős trap-beatet és droggal, flexeléssel kapcsolatos témákat dolgozott fel egy fenyegetően suttogós előadásmódban
Megjelent zenei anyagok
	•	ÁTLAG FELETT – debütáló EP-je, amelyen 6-ból 5 számnak ő maga a producere
	•	Néhány kiemelt száma/tartalma:
	•	„TETEJE” – Single (2025)
	•	„ÁTLAG FELETT” – EP (2024)
	•	„Legfelső Emelet (Sped Up)” – Single (2024)
	•	Gitano című tétel megtalálható YouTube-on is, továbbá több videó érhető el a csatornáján, például a „HAZETOMIKA – STORY (kiadatlan)” vagy a „HAZETOMIKA – PÉNZ (kiadatlan)”
	•	A legjelentősebb YouTube videó: „Átlag Felett”, hivatalosan kiadott zenevideóként
	•	A csatornáján (YouTube felületén) további beat-alapú tartalmak is szerepelnek, például „HARD FREESTYLE TYPE BEAT ‘AUDEMARS’” és “STRAWBERRY HAZE”
Közösségi jelenlét
	•	SoundCloud profil: aktív jelenlét zenéivel, például a „headliner” című track elérhető
	•	A „headliner” iránt rajongói visszajelzések is vannak:
„this is my vibe”
„on repeat!!!”  ￼.
	•	Instagram: @hazetomika profil — kb. 21 ezer követő, 7 bejegyzés  ￼.
	•	TikTok: felhasználónév @tomikahaze — közel 15 ezer követő és majdnem 200 ezer lájk; például egy poszt arról szól, hogy most a pénzkeresés áll a középpontban
Közösségi reakciók
Redditen is említik őt, ha nem is túl bíztató környezetben – van egy r/crappymusic aloldal, ahol egy felhasználó így fogalmaz:
„The money move was pretty smooth. That’s like $35 USD. I’ll give him that but that’s all ima give him. Use that money to invest in some vocational courses.”
Ez tipikusan azt mutatja, hogy egyes hallgatók humorosan vagy kritikusan viszonyulnak hozzá.
1. ↑  Internet, Internet Culture, and Internet Communities of Korea: Overview and Research Directions.  2010–04–15.   229–248. o. ISBN 978-0-203-89142-1 Hozzáférés: 2025. augusztus 14.